# Олар, Франсуа Виктор Альфонс
Франсуа́ Викто́р Альфо́нс Ола́р (фр. François Victor Alphonse Aulard; 19 июля 1849, Монброн — 23 октября 1928, Париж) — французский историк.

## Биография
Олар родился в городе Монброн французского департамента Шаранта. В 1867 году он поступил в парижскую Высшую нормальную школу. В 1877 году получил степень Doctor of letters (доктор литературы) за дипломные работы о Гае Азинии Поллионе на латинском языке и о Джакомо Леопарди на французском.
Вскоре переключился на изучение истории и получил известность своими исследованиями парламентского красноречия в эпоху французской революции: Les orateurs de la Constituante (1882) и Les orateurs de la Legislative et de la Convention (1885). Занимал кафедру истории революции, учреждённую в Сорбонне парижским муниципалитетом. С 1884 года помещал в «La Justice», под псевдонимом Santhonax, критические и исторические очерки — «Lundis révolutionnaires»; с 1887 года возглавлял исторический журнал «Révolution Française».
В 1901 году опубликовал свой главный труд «Политическая история Французской революции» (рус. пер., 4 изд., 1938). Это — преимущественно «история демократии и республики»; Олар довольно равнодушен к эпохе, когда во Франции делалась попытка основания конституционной монархии. Он не касается ни дипломатической, ни военной стороны революции, а во внутренней её истории не затрагивает ни социальной, ни экономический, ни финансовой, ни церковной сторон, сосредоточиваясь на одной истории политической. Он принципиально совсем почти не пользуется мемуарами, как источником мало достоверным, и основывается, главным образом, на современных письмах и газетах и огромном количестве архивных материалов. Он старается сделать из своего труда «образец того, как нужно применять исторический метод к изучению эпохи, искаженной страстями и легендами».
Член-корреспондент Российской академии наук (затем АН СССР) c 06.12.1924 по отделению исторических наук и филологии — разряд исторических наук (история).

## Переводы на русский
- От монархии к республике Архивная копия от 9 июня 2020 на Wayback Machine. — М., 1906. — 40 с.
- Культ разума и культ верховного существа во время Французской революции = Le culte de la raison et le culte de l'être suprême (1793—1794) : essai historique. / Пер. Е. С. Коц и А. Н. Карасика. — М.: Сеятель, 1925. — 235 с.
- Христианство и Французская революция. 1789—1802 = Le Christianisme et la Révolution française. / Пер. с франц. под ред. [и с предисл.] И. Шпицберга. — М. : Атеист, 1925. — 98, [1] с.
- Олар А. Политическая история Французской революции = Histoire politique de la Révolution française. — М., 1938. Ч. 1 Архивная копия от 24 октября 2012 на Wayback Machine, Ч. 2 Архивная копия от 9 октября 2014 на Wayback Machine Ч. 3 Архивная копия от 24 февраля 2014 на Wayback Machine Ч. 4 Архивная копия от 24 февраля 2014 на Wayback Machine